# 鳩峴駅
鳩峴駅（クヒョンえき）は朝鮮民主主義人民共和国平安南道北倉郡にある、朝鮮民主主義人民共和国鉄道省平徳線および芿浦線の駅。

## 隣の駅
朝鮮民主主義人民共和国鉄道省
平徳線
玉泉駅 - 鳩峴駅 - 檜安駅
芿浦線
鳩峴駅 - 芿浦駅